# جهان را آزاد کن (ترانه)
«دنیا را آزاد کن» یا «جهان را آزاد کن» (انگلیسی: Free the World) تک‌آهنگی از خوانندۀ آمریکایی لاتویا جکسون است. جکسون، در سال ۱۹۹۷ پس از طلاق از همسرش، جک گوردون، شش سال را در تنهایی گذراند. او این تک‌آهنگ را ضبط و برای دوستانش اجرا کرد که بلافاصله عاشق آن شدند.

## منبع
1. ↑  "La Toya Jackson - Free The World". Discogs. Retrieved November 29, 2016.
2. ↑  King, Larry (March 9, 2003). "Transcripts: CNN Larry King Weekend - Encore Presentation: Interview With La Toya Jackson". CNN. Retrieved November 29, 2016.

‌